# Championnats d'Europe de judo 1972
Navigation
Édition précédente Édition suivante
La 21e édition des championnats d'Europe de judo s'est déroulée du 13 au 14 mai 1972 à Voorburg, aux Pays-Bas.

## Résultats

### Individuels
| Épreuves                       | Or                         | Argent                     | Bronze                                           |
| ------------------------------ | -------------------------- | -------------------------- | ------------------------------------------------ |
| moins de 63 kg poids légers    | Jean-Jacques Mounier (FRA) | Sergey Suslin (URS)        | Karl-Heinz Werner (GDR) Sergey Melnichenko (URS) |
| moins de 70 kg poids mi-moyens | Dietmar Hoetger (GDR)      | Anatoliy Novikov (URS)     | Marian Talaj (POL) Albert Verhulsdonk (FRG)      |
| moins de 80 kg poids moyens    | Jean-Paul Coche (FRA)      | Guram Gogolauri (URS)      | Andrey Tsyupachenko (URS) Laszlo Ipacs (HUN)     |
| moins de 93 kg poids mi-lourds | Angelo Parisi (FRA)        | Jan Bosman (NED)           | Ernst Eugster (NED) Evgeny Solodukhin (URS)      |
| plus de 93 kg poids lourds     | Willem Ruska (NED)         | Gini Onashvili (URS)       | Vitali Kuznetsov (URS) Santiago Ojeda (ESP)      |
| Toutes catégories              | Willem Ruska (NED)         | Jean-Claude Brondani (FRA) | Klaus Hennig (GDR) Serhiy Novikov (URS)          |

### Par équipes
| Épreuve     | Or | Argent                                                                              | Bronze |
| ----------- | --- | ----------------------------------------------------------------------------------- | --- |
| Par équipes | Union soviétique Sergej Melnitschenko Anatoliy Novikov Sergej Suslin Guram Gogolauri Evgeny Solodukhin Vitali Kusnetzow | France Jean-Jacques Mounier Patrick Vial Guy Auffray Jean-Luc Rougé François Besson | Pays-Bas Jan Gietelinck Theo Schneider Martin Poglajen Ernst Eugster Willem Ruska Leo Heynen Royaume-Uni Edward Mullen John Sullivan Brian Jacks David Starbrook Keith Remfry |

## Tableau des médailles
Les médailles de la compétition par équipes ne sont pas comptabilisées dans ce tableau.
| Rang  | Nation               | Or | Argent | Bronze | Total |
| ----- | -------------------- | -- | ------ | ------ | ----- |
| 1     | France               | 3  | 1      | 0      | 4     |
| 2     | Pays-Bas             | 2  | 1      | 1      | 4     |
| 3     | Allemagne de l'Est   | 1  | 0      | 2      | 3     |
| 4     | Union soviétique     | 0  | 4      | 5      | 9     |
| 5     | Espagne              | 0  | 0      | 1      | 1     |
| 5     | Pologne              | 0  | 0      | 1      | 1     |
| 5     | Hongrie              | 0  | 0      | 1      | 1     |
| 5     | Allemagne de l'Ouest | 0  | 0      | 1      | 1     |
| Total | Total                | 6  | 6      | 12     | 24    |

## Sources
- Podiums complets sur le site JudoInside.com.

- Epreuve par équipes sur le site allemand sport-komplett.de.

- Podiums complets sur le site alljudo.net.

- Podiums complets sur le site Les-Sports.info.